# Henry Pelham (1694-1725)
Pour les articles homonymes, voir Henry Pelham (homonymie).
Henry Pelham (c.1694 – 2 juin 1725) est un propriétaire britannique et homme politique qui siège à la Chambre des Communes de 1715 à 1725.

## Biographie
Il est le fils aîné de Henry Pelham (1661-1721) et de sa femme Frances Byne, fille de John Byne de Rowdell, Sussex.

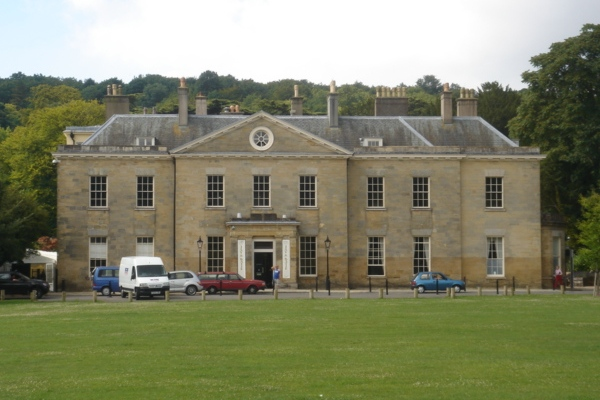
Stanmer House

Il est un cousin du duc de Newcastle, qui l'a amené à représenter Hastings aux élections de 1715, peu après que Henry ait atteint sa majorité. Newcastle est propriétaire du Château de Hastings et de la seigneurie ce qui lui donne une influence locale considérable. La corporation de l'arrondissement lui a demandé de recommander un candidat, tandis que les députés sortants, les indépendants Whig Archibald Hutcheson et Tory Sir Joseph Martin sont également candidats. Pelham est élu en tête du scrutin, et Hutcheson, qui jouissait d’une influence personnelle dans la ville et du soutien de Lord Ashburnham et du duc de Marlborough, a terminé presque aussi fort, alors que Martin est battu avec moins de la moitié des votes de Hutcheson.
Pelham est un partisan fiable du gouvernement, bien qu'il se soit absenté des débats sur le projet de loi sur la garde des personnes en 1719. Il vote avec le gouvernement en faveur de la loi septennale de 1716, malgré une pétition de la corporation contre elle. Il est élu pour Lewes en 1722 à la demande de Newcastle et meurt trois ans plus tard de tuberculose.
Il succède à son père en 1721 et hérite de Stanmer House, près de Lewes, dans le Sussex. Il charge l'architecte français Nicholas Dubois de remodeler le manoir en 1722, bien que celui-ci ne soit achevé qu'après sa mort, lorsque la propriété est transmise à son frère cadet, Thomas.